# Judith Kuckart

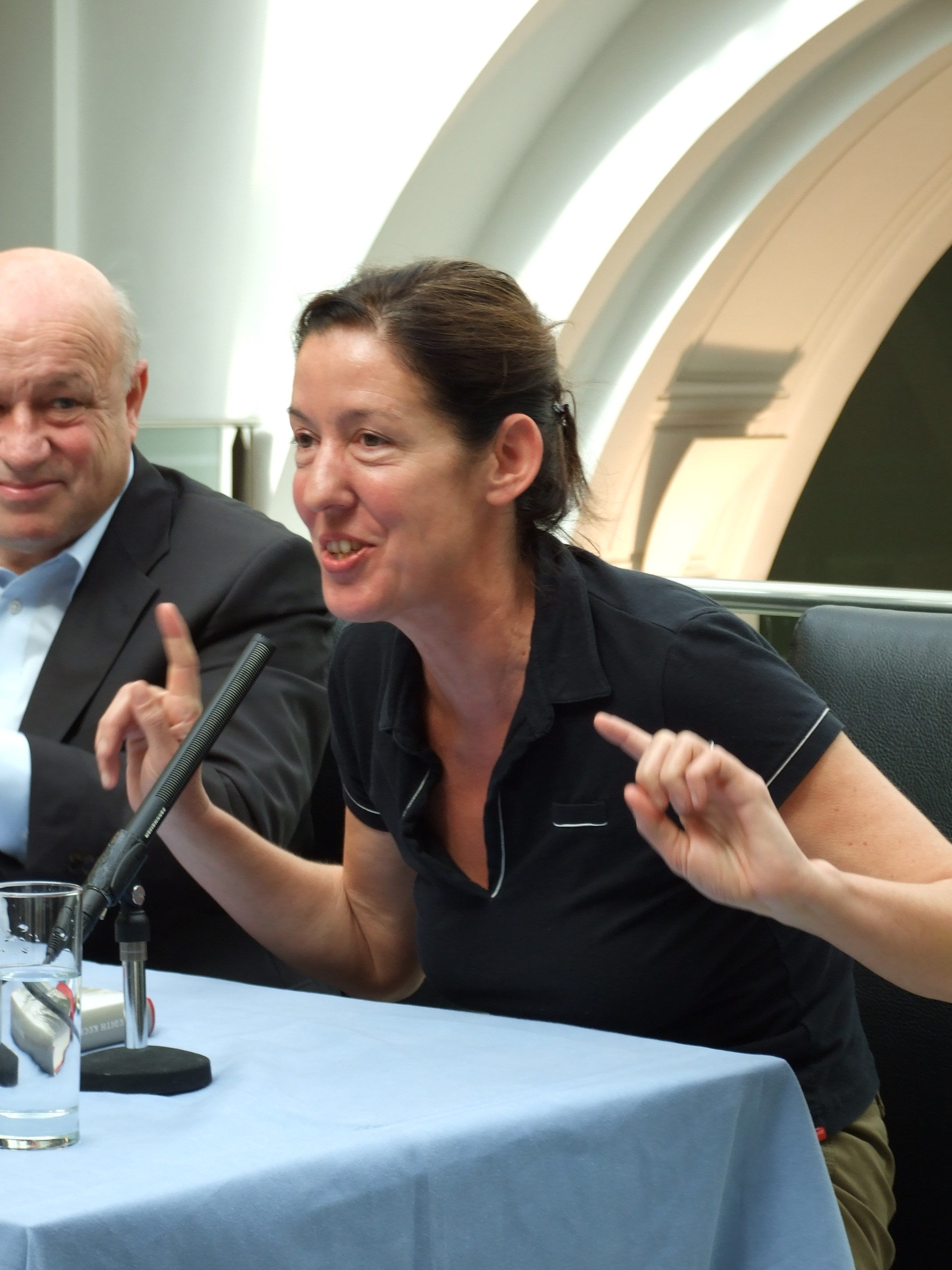
Frankfurt am Main, 2008

Judith Kuckart (Schwelm, 17 juni 1959) is een Duitse schrijfster en hoorspelregisseuse.

## Levensloop
Judith Kuckart was aanvankelijk vooral als danseres actief; zij volgde de richting dans op school, waarna ze in Keulen en Berlijn theaterwetenschap ging studeren. Vanaf 1984 werkte ze in Heidelberg als choreografe bij het Choreographisches Theater in Heidelberg. Ze richtte haar eigen theaterensemble op, Skoronel (Berlijn), in 1985 en ging ermee op tournee, stukken schrijvend en regisserend.
In 1990 werd Kuckart bekend toen ze haar eerste roman publiceerde, Wahl der Waffen. Sindsdien ontving ze meerdere literaire prijzen, waaronder in 1998 een beurs van de Villa Massimo in Italië, waar ze Sätze mit Datum schreef, een soort associatieve collage van gedachten in de vorm van een dagboek. Sedert 1998 is Kuckart freelance-regisseur; ze regisseert tevens luisterspelen. Ze woont afwisselend in Berlijn en in Zürich.
Kuckarts stijl werkt associatief en op verschillende niveaus, vaak ook met een atypische chronologie. De eigenlijke betekenis van haar verhaal wordt daardoor dikwijls pas geleidelijk aan duidelijk, en blijft voor meerdere interpretaties vatbaar. Haar werk is bijwijlen niet probleemloos toegankelijk, maar behoudt al bij al een structuur die men als lezer nog inhoudelijk kan bevatten. In de Duitstalige regio's geldt zij als een belangrijke hedendaagse auteur.

## Werken
- 2008 Die Verdächtige (roman)
- 2006 Kaiserstrasse (roman)
- 2006 Dorfschönheit (novelle)

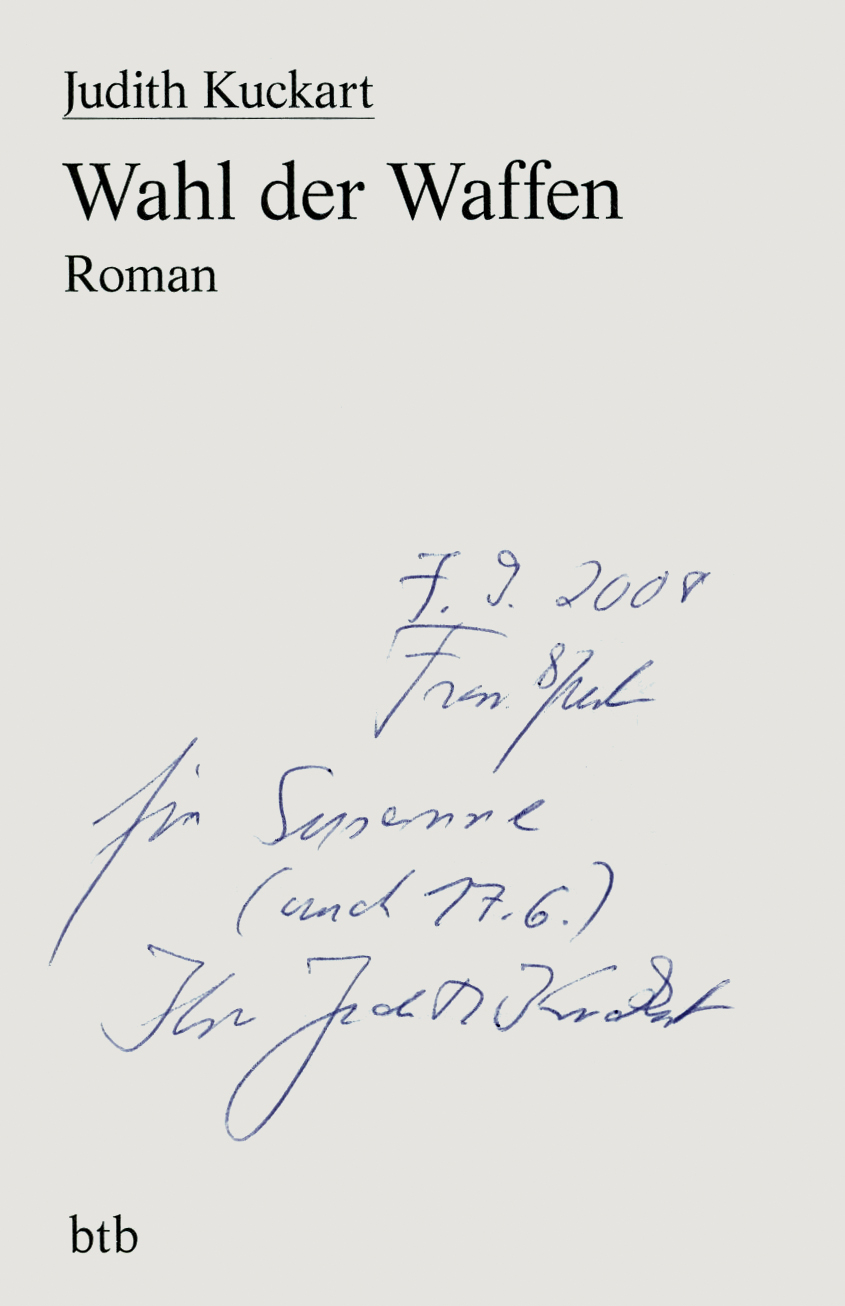
autograph

- 2003 Die Autorenwitwe (verhalenbundel)
- 2002 Blaubart wartet (toneel)
- 2002 Lenas Liebe (roman)
- 1998 Sätze mit Datum (collage, in 2000 als luisterspel)
- 1998 Der Bibliothekar (roman)
- 1996 Melancholie I oder die zwei Schwestern (toneel, in 1998 als luisterspel)
- 1995 Last Minute, Fräulein Dagny (toneel)
- 1994 Die schöne Frau (roman)
- 1990 Wahl der Waffen (roman)
- 1985 Im Spiegel der Bäche finde ich mein Bild nicht mehr (essays)